# Parkerville, Kansas
Parkerville är en ort i Morris County i Kansas. Vid 2020 års folkräkning hade Parkerville 46 invånare.